# Catagela adoceta
Catagela adoceta là một loài bướm đêm trong họ Crambidae.